# TV Oost (België)
TV Oost is een Belgische regionale televisiezender. De zender is gericht op het oosten van de provincie Oost-Vlaanderen, met onder meer de steden Aalst, Dendermonde, Geraardsbergen, Lokeren, Ninove, Sint-Niklaas en Zottegem. De zender is sinds augustus 2010 gevestigd in Sint-Niklaas en wordt geëxploiteerd door NV De Buren, dat sinds 2024 in handen is van Via Plaza. TV Oost brengt hoofdzakelijk regionaal nieuws. Tot 2 januari 2007 heette de zender Kanaal 3.

## Geschiedenis
Kanaal 3 ging in september 1994 van start en zond toen uit in 30 steden en gemeenten in Oost-Vlaanderen en Antwerpen. De 3 gemeenten uit de provincie Antwerpen opgenomen in het zendgebied, met name Bornem, Puurs en Sint-Amands, verdwenen op 1 maart 1995 uit het zendgebied waarna de zender zich volledig richtte op het oosten van Oost-Vlaanderen. In de Klein-Brabantse gemeenten werd voortaan Ring-TV uitgezonden tot de komst van RTV later hetzelfde jaar. 
De hoofdzetel van Kanaal 3 was gevestigd aan Vosmeer in Dendermonde.
Op 1 januari 2007 wijzigde de naam Kanaal 3 naar TV Oost maar het aanbod bleef nagenoeg onveranderd. Zo werd duidelijker wat de kijker wordt aangeboden, namelijk het nieuws uit het oosten van Oost-Vlaanderen. Omdat de zender ook buiten het zendgebied te ontvangen is, wou de toenmalige directie hier meer duidelijkheid in brengen.

## Programma's en presentatoren
- TV Oost Nieuws: dagelijks nieuwsoverzicht met aandacht voor de feiten en de mensen achter het nieuws. Presentatie door Bieke Ilegems, Grim Vermeiren, Désirée De Caluwé, Stavros Van Halewyck en Dieter Vandepitte.
- Relax: Presentatrice Katja Retsin trekt met een bekende Vlaming naar hippe plekjes, of bijzondere evenementen. Elk weekend krijg je nieuws uit showbizzland, interessante verhalen, weetjes en gossip uit de wereld van bekend Vlaanderen.
- Op Stap: Ben Roelants neemt de kijker mee op een toeristische trip doorheen (Oost-)Vlaanderen.
- TV Provincie: Vincenzo Dejonghe brengt u het belangrijkste nieuws vanuit de catacomben van de Oost-Vlaamse provincieraad.

## Uitzendgebied

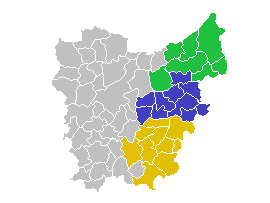
Uitzendgebied TV Oost in de provincie Oost-Vlaanderen, geel: arr. Aalst, blauw: arr. Dendermonde, groen: arr. Sint-Niklaas

TV Oost wordt uitgezonden in de bestuurlijke arrondissementen Aalst, Dendermonde en Sint-Niklaas.
| Gemeenten arr. Aalst | Gemeenten arr. Dendermonde | Gemeenten arr. Sint-Niklaas |
| Aalst                | Berlare                    | Beveren                     |
| Denderleeuw          | Buggenhout                 | Kruibeke                    |
| Erpe-Mere            | Dendermonde                | Lokeren                     |
| Geraardsbergen       | Hamme                      | Sint-Gillis-Waas            |
| Haaltert             | Laarne                     | Sint-Niklaas                |
| Herzele              | Lebbeke                    | Stekene                     |
| Lede                 | Waasmunster                | Temse                       |
| Ninove               | Wetteren                   |                             |
| Sint-Lievens-Houtem  | Wichelen                   |                             |
| Zottegem             | Zele                       |                             |

Streekgebonden wordt TV Oost uitgezonden in de Denderstreek (met uitzondering van Brakel en Lierde), het Waasland (met uitzondering van Lochristi, Moerbeke en Wachtebeke) en de Oost-Vlaamse Schelde-Durmestreek (met uitzondering van Melle).